# Ameena Ahmad Ahuja
Ameena Ahmad Ahuja (India, siglo XX) es una pintora, calígrafa, escritora y lingüista india, conocida por sus obras de arte inspiradas en la poesía urdu.

## Biografía
Nació de madre británica y de Nuruddin Ahmed, un abogado y literato indio. Realizó su formación artística en la Slade School of Art de Londres. Fue miembro del cuerpo docente del Departamento de Ruso de la Universidad Jawaharlal Nehru (JNU) y, además del ruso, domina idiomas como el persa, el alemán, el francés, el hindi y el inglés.
Su carrera también abarcó períodos en la Universidad de Columbia como profesora de poesía y como artista residente en la Universidad de Harvard y sus exposiciones se han realizado en muchos lugares de la India y en el extranjero, incluidos Moscú, Tokio, Venezuela, Colombia y Nueva York. Se ha desempeñado como traductora oficial durante las visitas de dignatarios soviéticos, incluidos Alekséi Kosiguin, Nikolái Bulganin, Nikita Jrushchov y Leonid Brézhnev, a la India.
Estaba casada con Vishnu Ahuja, diplomático y ex embajador en la URSS y tuvo la oportunidad de visitar muchos países, acompañando a su marido, fallecido desde entonces.

## Publicaciones
Es autora del libro Calligraphy in Islam, un texto en urdu, publicado en 2009 por Penguin India.

## Premios y honores
El Gobierno de la India le otorgó el cuarto honor civil más alto del premio Padma Shri, en 2009, por sus contribuciones a las artes.

## Otras lecturas
- Ameena Ahmed Ahuja (2009). Calligraphy in Islam. Penguin India. p. 120. ISBN 9780670082605.